# Tutti gli Zeri del mondo (album)
alla loro assoluta pazienza...
perché vogliono, osano, credono,
rispettando la loro coscienza.»
(dal brano "Tutti gli Zeri del mondo")
Tutti gli Zeri del mondo è il ventiduesimo album in studio di Renato Zero, pubblicato nel 2000.

## Il disco
Il disco segue l'omonima trasmissione televisiva, condotta da Zero, nella primavera del 2000, in prima serata, sulla RAI, e ripropone gli inediti cantati durante il programma, tra cui l'omonimo brano in cui l'artista duetta con Mina, oltre alle sigle del programma, ovvero L'imbarco (strumentale) e La Zeronave (cantata da un coro) e l'inedito Via dei Martiri, brano che è stato pubblicato come CD Single Promo, inoltre ne è stato realizzato un video (come già accaduto per Voyeur, E ci sei, Amore al verde, Nei giardini che nessuno sa e Felici e perdenti) ed in estate è stato proposto al Festivalbar.
Il 22 febbraio 2019, l'album è stato pubblicato, in versione rimasterizzata, su tutte le piattaforme digitali ed è stato ristampato in versione CD per la collana Mille e uno Zero, edita con TV Sorrisi e Canzoni.

## Tracce
1. L'imbarco (strumentale) - (RenatoZero/Marco Forni-RenatoZero) - 4:39
2. Il pelo sul cuore - (RenatoZero/C. Guidetti-M. Fabrizio) - 4:48
3. L'istrione - (Calabrese/Garvarentz/Aznavour) - 4:20
4. La canzone di Marinella - (Fabrizio De Andrè) - 4:46
5. La voce mia - (RenatoZero/M. Fabrizio) - 4:58
6. Tu si 'na cosa grande - (Gigli/Modugno) - 3:37
7. Le mie donne - (RenatoZero/M. Fabrizio) - 4:17
8. Medley: Vedrai, vedrai/Lontano, lontano - (Luigi Tenco) - 4:22
9. Quello che non ho detto - (RenatoZero/M. Fabrizio) - 4:34
10. Medley: Il mio mondo (Paoli/Bindi)/Il nostro concerto (Calabrese/Bindi)/La musica è finita (Nisa/Califano/Bindi) - 8:12
11. Anche per te - (Mogol/Battisti) - 3:47
12. La Zeronave - (RenatoZero/M. Fabrizio) - 1:50
13. Tutti gli Zeri del Mondo - (RenatoZero/M. Fabrizio) - 4:32
14. Via dei Martiri - (RenatoZero/F.Palmieri) - 5:17

## Formazione
- Renato Zero – voce
- Paolo Costa, Maurizio Galli – basso
- Marco Forni – tastiera, programmazione
- Stefano Senesi – pianoforte
- Giorgio Cocilovo, Phil Palmer – chitarra
- Lele Melotti – batteria
- Rosario Jermano – percussioni

## Classifiche

### Classifiche settimanali
| Classifica (2000) | Posizione massima |
| ----------------- | ----------------- |
| Italia            | 3                 |